# Rogier Blokland
Rogier Blokland (teljes nevén Rogier Philip Charles Eduard Blokland) (Dordrecht, 1971. február 16. –  ) holland származású nyelvész, a finnugrisztika professzora az Uppsalai Egyetemen.

## Életpályája
Blokland a Groningeni Egyetemen tanult, ahol 1997-ben szerzett diplomát, majd 2005-ben Cornelius Hasselblattnál doktorált. Tanulmányai után több egyetemnek volt oktatója, illetve vendégoktatója. Oktatott többek között a Tallinni Egyetemen, a Tartui Egyetemen, az Ernst-Moritz-Arndt-Egyetemen, Greifswaldban, valamint a berlini Humboldt Egyetemen.
2005 és 2006 között a Groningeni Egyetemen Cornelius Hasselblattot helyettesítette, majd 2009 és 2010 között a Hamburgi Egyetem Finnugor Intézetének elhunyt professzorát, Eugen Helimskit helyettesítette. 2011-ben a müncheni Lajos–Miksa Egyetem professzorának, Elene Skribniknek lett az asszisztense.
2014-ben az Uppsalai Egyetem Modern Nyelvek Intézetének lett a professzora, ahol Lars-Gunnar Larssonnak, a Finnugor Tanszék vezetőjének lett az utódja.

## Kutatás
Blokland kutatásainak középpontjában a balti-finn, a permi és számi nyelvek állnak. Szakterülete a nyelvi kontaktusok kutatása, valamint a nyelvi dokumentáció.

## Művei(válogatás)
Monográfia
- 2009 The Russian loanwords in literary Estonian. Wiesbaden

Szerkesztés
- 2007 Language and Identity in the Finno-Ugric World. Maastricht (Cornelius Hasselblatt-tal közösen)
- 2002 Finno-Ugrians and Indo-Europeans: Linguistic and Literary Contacts. Maastricht (Cornelius Hasselblatt-tal közösen)

Cikkek
- 2012 Borrowed pronouns: evidence from Uralic. Finnisch-ugrische Mitteilungen 35: 1–35.
- 2011 Komi-Saami-Russian contacts on the Kola Peninsula. Language Contact in Times of Globalization, Cornelius Hasselblatt, Peter Houtzagers & Remco van Pareren (szerk.) Amsterdam & New York. 5–26 (Michael Rießlerrel közösen)
- 2010 Vene mõju eesti keeles. Keele rajad. Pühendusteos professor Helle Metslangi 60. sünnipäevaks, Ilona Tragel (szerk.). Tartu. 35–54 (Petar Kehayovval közösen)
- 2003 The endangered Uralic languages. Language Death and Language Maintenance. Theoretical, practical and descriptive approaches, hrsg. von Mark Janse & Sijmen Tol. Amsterdam. 107–141 (Cornelius Hasselblatt-tal közösen)
- 2002 Phonotactics and Estonian etymology. Finno-Ugrians and Indo-Europeans. Linguistic and Literary Contacts, Rogier Blokland & Cornelius Hasselblatt (szerk.) Maastricht. 46–50.
- 2000 Allative, genitive and partitive. On the dative in Old Finnish. Congressus Nonus Internationalis Fenno-Ugristarum IV. Tartu. 421–431 (Nobufumi Inabával közösen)

## Linkek
- Rogier Blokland auf der Webseite der LMU München
- Rogier Blokland auf der Webseite der Universität Uppsala